# 伊東多三郎
伊東 多三郎（いとう たさぶろう、1909年2月10日 - 1984年10月29日）は、日本史学者、東京大学名誉教授。専門は日本近世史。研究分野は、近世の文化史・社会史から政治史に、そして経済史にまで及ぶ広範囲なものであった。この他、自治体史編纂にも積極的に取り組み、『水戸市史』『小千谷市史』『新潟県史』の編纂に関わった。

## 経歴
新潟県古志郡富曽亀村亀貝（のち長岡市亀貝町）に伊東三次郎の長男として生まれた。1921年旧制長岡中学入学、1925年旧制新潟高等学校文科乙類入学、1928年卒業。1931年東京帝国大学文学部国史科卒業、大倉精神文化研究所の嘱託となる。翌1932年に卒業論文『国学の史的考察』（大岡山書店、1932年）を刊行し、東京帝国大学文学部史料編纂所嘱託。1954年4月東京大学史料編纂所教授、1969年3月停年退官、5月名誉教授。
1980年叙勲三等授瑞宝章。1984年叙従四位。

## 論文・著書・編著

### 著書
- 『国学の史的考察』大岡山書店、1932年
- 『国体観念の史的研究』同文館、1936年
- 『近世国体思想史論』同文館出版部、1943年
- 『国学者の道』新太陽社、1944年
- 『草莽の国学』羽田書店、1945年（のち、真砂書房、1966年に復刻、さらにのち増補して名著出版、1982年）
- 『日本封建制度史』大八洲出版、1948年（のち吉川弘文館、1950年再版）
- 『幕藩体制』弘文堂、1956年
- 『近世史の研究』第1-5冊、吉川弘文館、1981-84

### 編著書
- 『国民生活史研究』第1-5、吉川弘文館、1957-62年（1984-1985復刊）
- 『日本の名著11 中江藤樹、熊沢蕃山』責任編集 中央公論社、1976年（のち新版）